# Chadakori
Chadakori (auch: Chada Kori, Chadakory, Shadakori) ist eine Landgemeinde im Departement Guidan Roumdji in Niger.

## Geographie
Chadakori liegt am Übergang der Großlandschaft Sudan zur Sahelzone. Die Nachbargemeinden sind Sabon-Machi und Maïyara im Norden, Saé Saboua im Südosten, Guidan Sori und Tibiri im Süden sowie Guidan Roumdji im Südwesten. Bei den Siedlungen im Gemeindegebiet handelt es sich um 125 Dörfer, 56 Weiler und 26 Lager. Der Hauptort der Landgemeinde ist das Dorf Chadakori.

## Geschichte
Chadakori wurde um 1816 gegründet. Seit 1953 befindet sich hier der Sitz eines Kantonschefs, eines von einem traditionellen Ortsvorsteher (chef traditionnel) wahrgenommenen Amts. Die Landgemeinde Chadakori ging 2002 im Zuge einer landesweiten Verwaltungsreform aus dem Kanton Chadakori hervor. Bei der Hungerkrise in Niger 2005 gehörte Chadakori zu den am stärksten betroffenen Orten. Hier hatte die Bevölkerung weniger als eine Mahlzeit am Tag zur Verfügung.

## Bevölkerung
Bei der Volkszählung 2012 hatte die Landgemeinde 108.711 Einwohner, die in 12.674 Haushalten lebten. Bei der Volkszählung 2001 betrug die Einwohnerzahl 69.765 in 8768 Haushalten.
Im Hauptort lebten bei der Volkszählung 2012 5271 Einwohner in 688 Haushalten, bei der Volkszählung 2001 4464 in 554 Haushalten und bei der Volkszählung 1988 548 in 72 Haushalten.
In ethnischer Hinsicht ist die Gemeinde ein Siedlungsgebiet von Gobirawa, Azna, Fulbe und Tuareg.

## Politik
Der Gemeinderat (conseil municipal) hat 25 gewählte Mitglieder. Mit den Kommunalwahlen 2020 sind die Sitze im Gemeinderat wie folgt verteilt: 11 CPR-Inganci, 7 MNSD-Nassara, 4 PNDS-Tarayya, 1 LRD-Jimiri, 1 MPR-Jamhuriya und 1 PJP-Génération Doubara.
Jeweils ein traditioneller Ortsvorsteher (chef traditionnel) steht an der Spitze von 118 Dörfern in der Gemeinde, darunter dem Hauptort.

## Wirtschaft und Infrastruktur

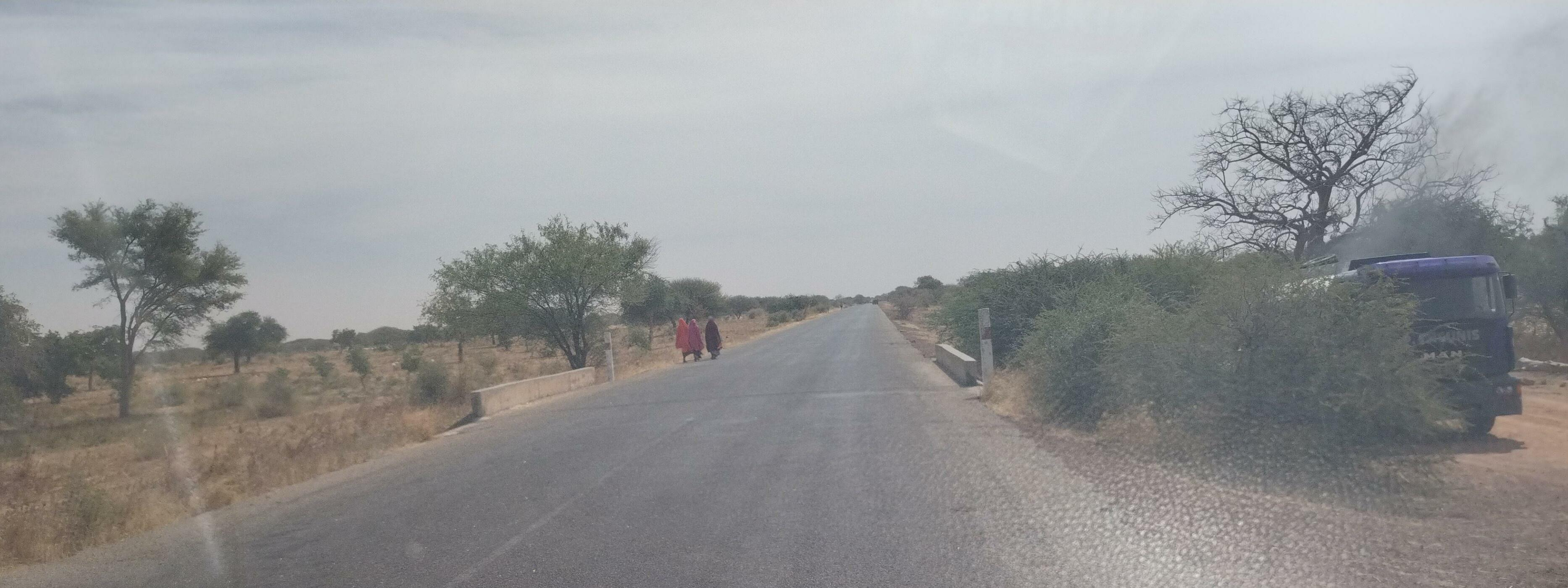
Nationalstraße 30 in Chadakori (2023)

Die Gemeinde liegt in einer Zone, in der Regenfeldbau betrieben wird. In den 1980er Jahren wurde im Hauptort eine Getreidebank etabliert. Die Niederschlagsmessstation im Hauptort liegt auf 400 m Höhe und wurde 1959 in Betrieb genommen.
Gesundheitszentren des Typs Centre de Santé Intégré (CSI) sind im Hauptort sowie in den Siedlungen Boussaragui, Dargué, Kouroungoussaou und Maïki vorhanden. Das Gesundheitszentrum im Hauptort verfügt über ein eigenes Labor und eine Entbindungsstation. Der CEG Chadakori ist eine allgemein bildende Schule der Sekundarstufe des Typs Collège d’Enseignement Général (CEG). Das Berufsausbildungszentrum Centre de Formation aux Métiers de Chadakori (CFM Chadakori) bietet Lehrgänge in familiärer Wirtschaft und Tischlerei an.
Durch das Gemeindegebiet verläuft die Nationalstraße 30 zwischen Kadata und Abalak sowie die Landstraße RR4-003 zwischen Bader Tanko und Saé Saboua. Der Gemeindehauptort Chadakori ist durch die Route 445 mit der Nationalstraße 1 in Janjouna Dan Tani verbunden.